# Легализация документа
Легализа́ция докуме́нта — совершение действий, придающих документу юридическую силу. Легализация иностранных документов:
- Апостиль — специальный знак, проставляющийся на официальных документах некоммерческого характера, исходящих от учреждений и организаций стран-участниц Гаагской конвенции об отмене требований легализации иностранных официальных документов.

- Консульская легализация — это один из способов легализации документов при внешнеэкономической деятельности. Аналогичен апостилю. В отличие от апостиля применяется при документообороте с организациями, происходящими из стран, не являющихся участницами Гаагской конвенции об отмене требований легализации иностранных официальных документов (подписана 5 октября 1961 года). По сравнению с апостилем, является более сложной двусторонней процедурой.